# 天主教聖米格爾教區 (阿根廷)
天主教聖米格爾教區（拉丁語：Dioecesis Sancti Michaëlis in Argentina）是阿根廷一個羅馬天主教教區，屬布宜諾斯艾利斯總教區。
教區成立於1978年7月11日，位於布宜諾斯艾利斯西北郊四縣。2010年有教友852,000人（佔轄區總人口86.4%）、廿七個堂區、八十一名司鐸。現任教區主教為塞爾吉奧·阿爾弗萊多·費諾伊。